# Huntingdon Life Sciences

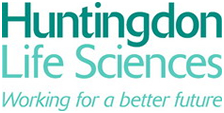
Logo de la compañía

Huntingdon Life Sciences (HLS) es una compañía de experimentación con animales mediante contrato fundada en 1952 en Inglaterra, en la actualidad con instalaciones en el Reino Unido (Huntingdon, Cambridgeshire y Eye, Suffolk), en los Estados Unidos (Nueva Jersey) y en Japón. HLS tiene 1700 empleados. HLS realiza pruebas con en torno a 75.000 animales cada año - incluyendo ratas, conejos, cerdos, perros y primates - en ensayos de productos farmacéuticos, químicos agrícolas, químicos industriales, alimenticios y para clientes privados en todo el mundo.
Huntingdon ha estado bajo una intensa presión desde que en 1999, un grupo de activistas británicos por los derechos de los animales crearon Stop Huntingdon Animal Cruelty (SHAC), una campaña internacional para cerrar la compañía. La campaña se inició después de que se grabara en secreto un vídeo dentro de Huntingdon y fuera mostrado en la televisión británica, donde se mostraba empleados golpeando a los animales a su cuidado mientras se reían de ello. Desde entonces, la empresa ha sufrido una grave recesión económica y varios de sus empleados y clientes han sido objeto de acciones directas que a veces han sido ilegales e incluso violentas (contra su propiedad). Los datos económicos publicados por la empresa en el informe de 2007 reportan un 5 por ciento de aumento en las ganancias brutas de 50 millones de dólares sobre ingresos de 190 millones de dólares, el director principal Brian Cass pide a la industria de servicios financieros que deje de tratar a Huntingdon como si fuese "radioactiva".

## Historia
Originalmente la compañía se concentraba en la nutrición y la investigación veterinaria y bioquímica. Una expansión de los servicios al final de la década de los 50 condujo a la experimentación de productos farmacéuticos, productos fitosanitarios, aditivos de alimentos y una variedad de productos químicos industriales y de consumo. Este llevó a la empresa a su situación actual de proveedor líder de pruebas toxicológicas.
Brian Cass, director general de HLS, fue galardonado con la Orden del Imperio Británico en 2002 por los servicios a la investigación médica y en mayo de 2003, la empresa fue acreditada por la Asociación para la Evaluación y Acreditación del Cuidado de Animales de Laboratorio (AAALAC).

## Controversia
Huntingdon es criticado tanto por organizaciones por los derechos de los animales como por el bienestar animal por casos documentados de abuso de animales y por la amplia gama de sustancias que prueban con animales, particularmente, productos no médicos.
En numerosas ocasiones desde 1980 se han infiltrado en los laboratorios de la compañía activistas por los derechos de los animales. En 1997, una grabación realizada secretamente dentro del HLS en Reino Unido por People for the Ethical Treatment of Animals (PETA) mostraba graves violaciones de las leyes de protección animal, incluyendo un cachorro de raza beagle que era cogido por el pescuezo y golpeado repetidamente en la cara, y animales a los que se insultaba. La investigación llevó a la compañía a que le fuera suspendida durante seis meses la licencia Home Office en abril de 1997. En ese tiempo, las acciones de la compañía ascendieron a 1,13 libras, en el plazo de tres años bajaron a 2,5 peniques. Empleados de Huntingdon dijeron que los abusos eran casos aislados.